# Louis Nitka
Louis Nitka, född 13 november 1940 i Paris, är en fransk-svensk konstnär, illustratör och skämttecknare som bland annat illustrerat många böcker av Richard Fuchs och medverkat flitigt i herrtidningar. Hans stil är minimalistisk och hans ämnen ofta erotiska.
År 1981 gav Nitka ut samlingen Nitkas stora läkarbok. I december 2012 ställde han ut i Stockholm tillsammans med Liselott Lindberg.